# Kumabayashi Shingo
Shingo Kumabayashi (sinh ngày 23 tháng 6 năm 1981) là một cầu thủ bóng đá người Nhật Bản.

## Sự nghiệp câu lạc bộ
Shingo Kumabayashi đã từng chơi cho Júbilo Iwata, Shonan Bellmare, Yokohama F. Marinos, Vegalta Sendai, Tokushima Vortis, Thespa Kusatsu và Blaublitz Akita.